# Carrer d'en Granada (Tarragona)
El Carrer d'en Granada és una via urbana d'origen medieval de Tarragona protegida com a Bé Cultural d'Interès Local.

## Descripció
Carrer senyorial de la Tarragona medieval situat al nucli antic i paral·lel al traçat de la muralla de la ciutat. Limita amb el carrer de la Portella i amb la intersecció del carrer Puig d'en Sitges i carrer dels Descalços. Es tracta d'una de les vies més singulars de la ciutat on es van alçar els edificis nobles o de gran interès a partir de l'època medieval, fet que es va realçar en època moderna modelant una unitat arquitectònica i paisatgística excepcional a la part alta de Tarragona. Al carrer Granada es troben edificis tan singulars com les cases de Poblet (Cat. Mun. Ref.: 33), Company (Cat. Mun. Ref.: 34), Satorres (Cat. Mun. Ref.: 35), de Miquel Aleu (Cat. Mun. Ref.: 36), de Santes Creus (Cat. Mun. Ref.: 37), de Joaquim Punyed (Cat. Mun. Ref.: 38), o de la casa Canals (Cat. Mun. Ref.: 39). La notícia més antiga d'aquest carrer dat de 1368. Especialment interessants són els sis immobles que s'assenten sobre les muralles de la ciutat, on s'han obert diverses finestres i balcons. També destaca la casa Fortuny, Mallol o Llorach, ja que es troba assentada en la secció on hi ha una de les portes ciclòpies de la muralla. Sembla que la seva nomenclatura prové de Guillem Çagranata, senyor de la Granada, qui l'any 1118 figura entre els primers ocupadors de Tarragona.

## Galeria

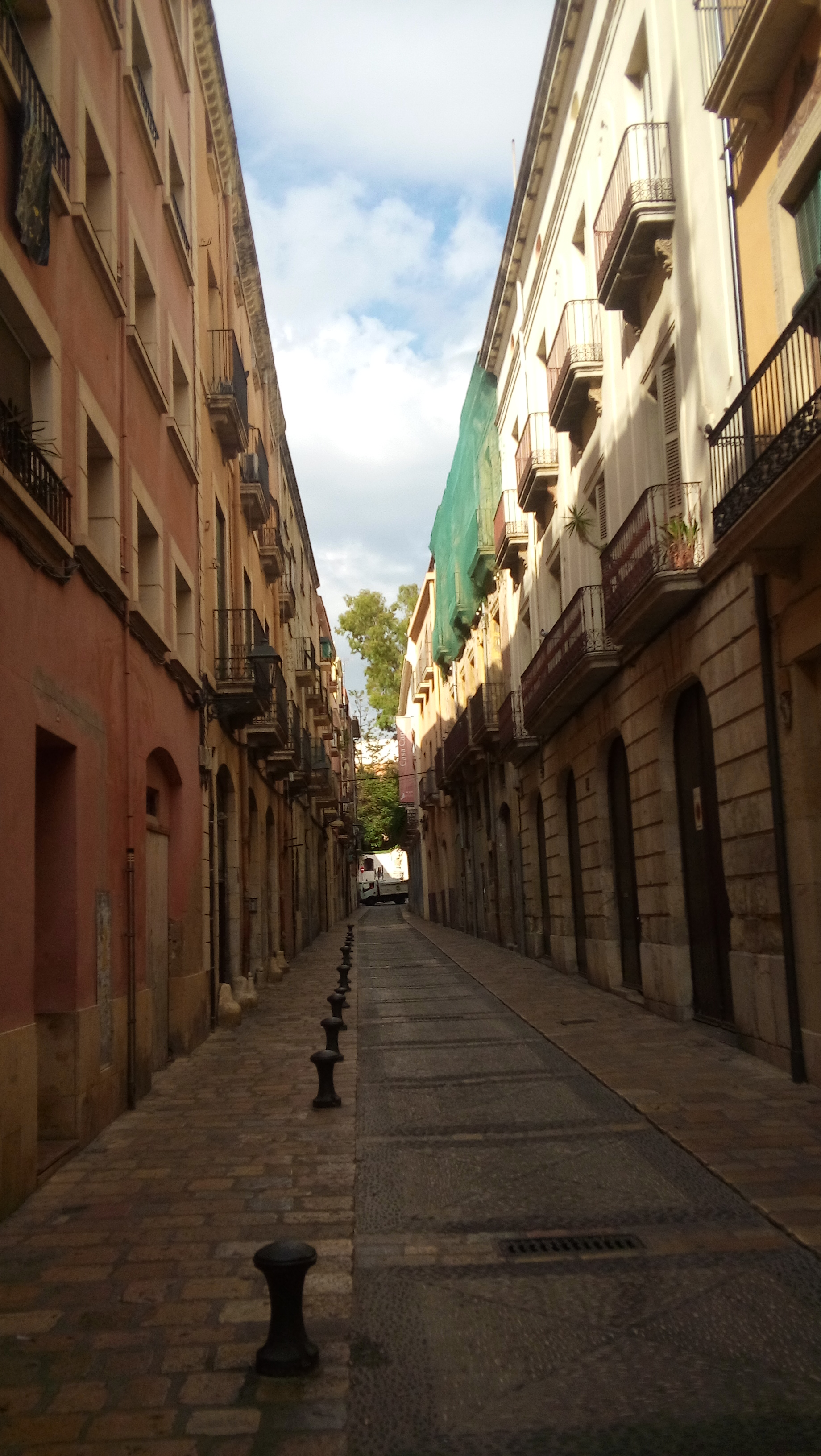
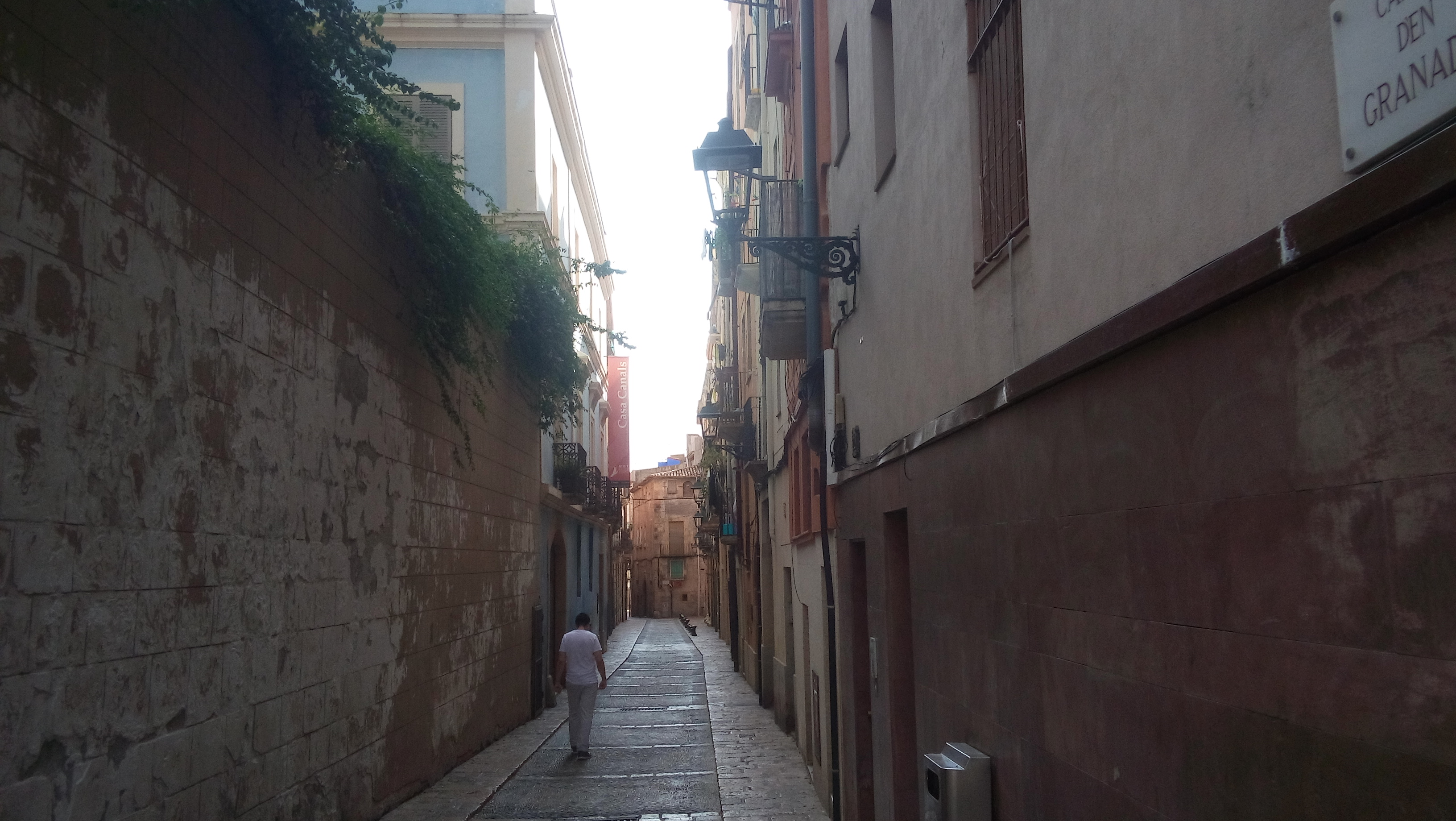